# Vladracula annuliformis
Vladracula annuliformis är en svampart som först beskrevs av Syd., P. Syd. & E.J. Butler, och fick sitt nu gällande namn av P.F. Cannon, Minter & Kamal 1986. Vladracula annuliformis ingår i släktet Vladracula och familjen Rhytismataceae.   Inga underarter finns listade i Catalogue of Life.